# Archangielskoje (Kraj Permski)
Archangielskoje (ros. Архангельское) – wieś (sieło) w Rosji, w Kraju Permskim, w rejonie juświńskim. W 2010 liczyła 508 mieszkańców.